# Väster-Korstjärnen
Väster-Korstjärnen är en sjö i Åre kommun i Jämtland och ingår i Indalsälvens huvudavrinningsområde. Sjön har en area på 0,106 kvadratkilometer och ligger 587,3 meter över havet.

## Delavrinningsområde
Väster-Korstjärnen ingår i det delavrinningsområde (702887-134100) som SMHI kallar för Ovan VDRID = Tjuvmyrbäcken i Indalsälvens vattend*. Medelhöjden är 566 meter över havet och ytan är 17,26 kvadratkilometer. Räknas de 174 avrinningsområdena uppströms in blir den ackumulerade arean 1 579,33 kvadratkilometer. Indalsälven (Bodsjöströmmen) som avvattnar avrinningsområdet har biflödesordning 2, vilket innebär att vattnet flödar genom totalt 2 vattendrag innan det når havet efter 357 kilometer. Avrinningsområdet består mestadels av skog (78 procent) och sankmarker (12 procent). Avrinningsområdet har 0,97 kvadratkilometer vattenytor vilket ger det en sjöprocent på 5,6 procent.